# 偵緝訓練中心
偵緝訓練中心（英語：Detective Training Centre），隸屬於香港警務處人事及訓練處香港警察學院專項服務及才能訓練中心，位於香港新界葵青區葵涌和宜合道302號，樓高10層；原址為梨木樹分區警署（英語：Lei Muk Shue Police Station），先於2006年4月1日更改為梨木樹行動基地暨警察報案中心，後同年更改為梨木樹行動基地，最終於2012年3月15日啟動更改原址為偵緝訓練中心的工程，於2014年11月10日起運作。

## 歷史

### 警署
原址為隸屬於荃灣警區的梨木樹分區警署，轄區橫跨荃灣區梨木樹、象山邨、石圍角及葵青區的石籬邨、石蔭邨、安蔭邨及大白田（實際上以地理位置，上述區域全部屬於東北葵涌區，而梨木樹則位於荃灣區，若果以區議會選區計算，梨木樹警署則座落於葵青區石蔭選區內），當時為全香港唯一一座橫跨香港行政區劃的警區。2003年8月，梨木樹警區通過改革被取消，原警區分別撥歸香港行政區劃等同警區，裁撤計劃分為3個階段進行。

### 行動基地暨警察報案中心
2006年4月1日，梨木樹分區警署併入荃灣警區計劃完成，梨木樹分區警署被廢止，原址更改作為梨木樹行動基地暨警察報案中心。同日開始，荃灣警區荃灣分區接收原來歸屬於梨木樹分區的19個巡邏區份，並且成為香港警務處架構中面積最龐大的分區。同年，警務處統計顯示，梨木樹警察報案中心接獲的報案數字仍然極少，遂將該處警察報案中心廢止，更改為梨木樹行動基地。

### 偵緝訓練中心
2012年2月，警務處決定將梨木樹行動基地更改為偵緝訓練中心。同年3月15日，時任警務處副處長（管理）李家超聯同人事及訓練處處長馬維騄、署理刑事及保安處處長羅夢熊、警隊招募及挽留警區刑事調查人員研究小組主席范錫明、策劃及發展部、新界南總區、偵緝訓練科刑事管理層焦點小組及2011年至2012年度舊生焦點小組成員、香港警察學院、偵緝訓練科教官及職員和建築署代表在梨木樹行動基地主持偵緝訓練中心動土儀式，原定預計於2014年年初啟用。
此工程為警隊招募及挽留警區刑事調查人員研究小組於2011年4月所作出的14項建議中的其中一項，以進一步提高偵緝訓練科的訓練質素、偵緝人員的形象、士氣及歸屬感，並且加強從事刑事調查警務的吸引力及提高警務人員參與刑事調查警務的興趣。此外，亦可以更有效率地使用警務設施，騰出空間以紓緩因為增加招募人員而對香港警察學院黃竹坑校舍的訓練設施所帶來的壓力。李家超又表示，警務處其中一個目標就是建立世界級的偵緝訓練中心，有關部門將會展開研究其可行性，希望在各方面的努力和推動下，在不久的將來落實計劃。
2014年9月5日，時任警務處副處長（管理）馬維騄在偵緝訓練中心主持簡單的開幕儀式。同年10月月底，偵緝訓練中心正式從香港警察學院黃竹坑校舍遷進新址。同年11月10日早上，偵緝訓練中心開始運作，香港警察學院院長劉保祿和副院長朱明寶在專項服務及才能訓練中心招秀美高級警司和偵緝訓練中心鄭福全警司陪同下，主持升旗儀式。與此同時，首批共142名警務人員和7名來自其他香港紀律部門的人員參加編號「14S03」的標準偵緝訓練課程。

## 設施
偵緝訓練中心設施包括：
- 訓練場景：內有視像錄影
- 電腦互動多媒體模擬刑事調查系統

## 相關參見
- 警區